# Charles Taze Russell
Charles Taze Russell, conosciuto anche come il Pastore Russell (Pittsburgh, 16 febbraio 1852 – Pampa, 31 ottobre 1916) è stato un predicatore statunitense millenarista, restaurazionista, antitrinitario e piramidologo.
Fu il fondatore, nel 1879, della rivista La Torre di Guardia di Sion e, nel 1881, della Società Torre di Guardia.
Indicato da alcuni dei suoi seguaci come lo "schiavo fedele e discreto" descritto nel Vangelo secondo Matteo, Russell fu autore di un considerevole numero di pubblicazioni e sermoni legati all'interpretazione ed allo studio della Bibbia, con le quali propagò le sue idee di stampo storicistico ed escatologico. In particolar modo si dedicò a diffondere la convinzione che, secondo alcuni calcoli, l'Armageddon sarebbe avvenuto nel 1914 (data in seguito spostata al 1918). 
Il gruppo degli Studenti biblici, che ruotò intorno a Russell e alla Società Torre di Guardia, nel 1931 cambiò nome in Testimoni di Geova, durante la guida di Joseph Franklin Rutherford. Tutt'oggi i Testimoni di Geova, nonostante le notevoli evoluzioni che ha subito la loro dottrina dal suo inizio, riconoscono in Russell uno degli iniziali promotori del loro movimento.

## Biografia

### Primi anni

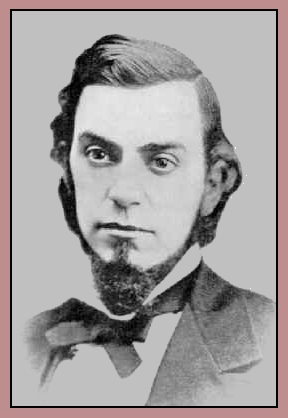
Foto del giovane Russell

Charles Taze Russell nacque nel 1852 ad Allegheny, un sobborgo di Pittsburgh in Pennsylvania (Stati Uniti) da Joseph Lytel Russell e Ann Eliza Birney, una coppia di immigrati scozzesi-irlandesi di fede presbiteriana. Fu il secondo di cinque figli e uno dei due che sopravvisse fino all'età adulta. La madre di Russell morì quando egli aveva nove anni. All'età di quindici anni Russell divenne socio del padre nell'attività di famiglia, un'avviata catena di negozi d'abbigliamento di Pittsburgh.
Le pubblicazioni della Società Torre di Guardia riportano che il giovane Russell andava scrivendo lungo le strade scritte col gesso che invitavano i viandanti a pentirsi per salvarsi dalle fiamme dell'inferno. Non soddisfatto del credo dei genitori, durante l'adolescenza lesse con passione la Bibbia e all'età di tredici anni Charles lasciò la Chiesa Presbiteriana per unirsi alla Chiesa congregazionalista ed alla YMCA; tuttavia abbandonò anche queste dopo poco tempo e verso i diciassette anni diventò scettico verso la religione.

### Predicazione

#### L'incontro con gli avventisti e Barbour

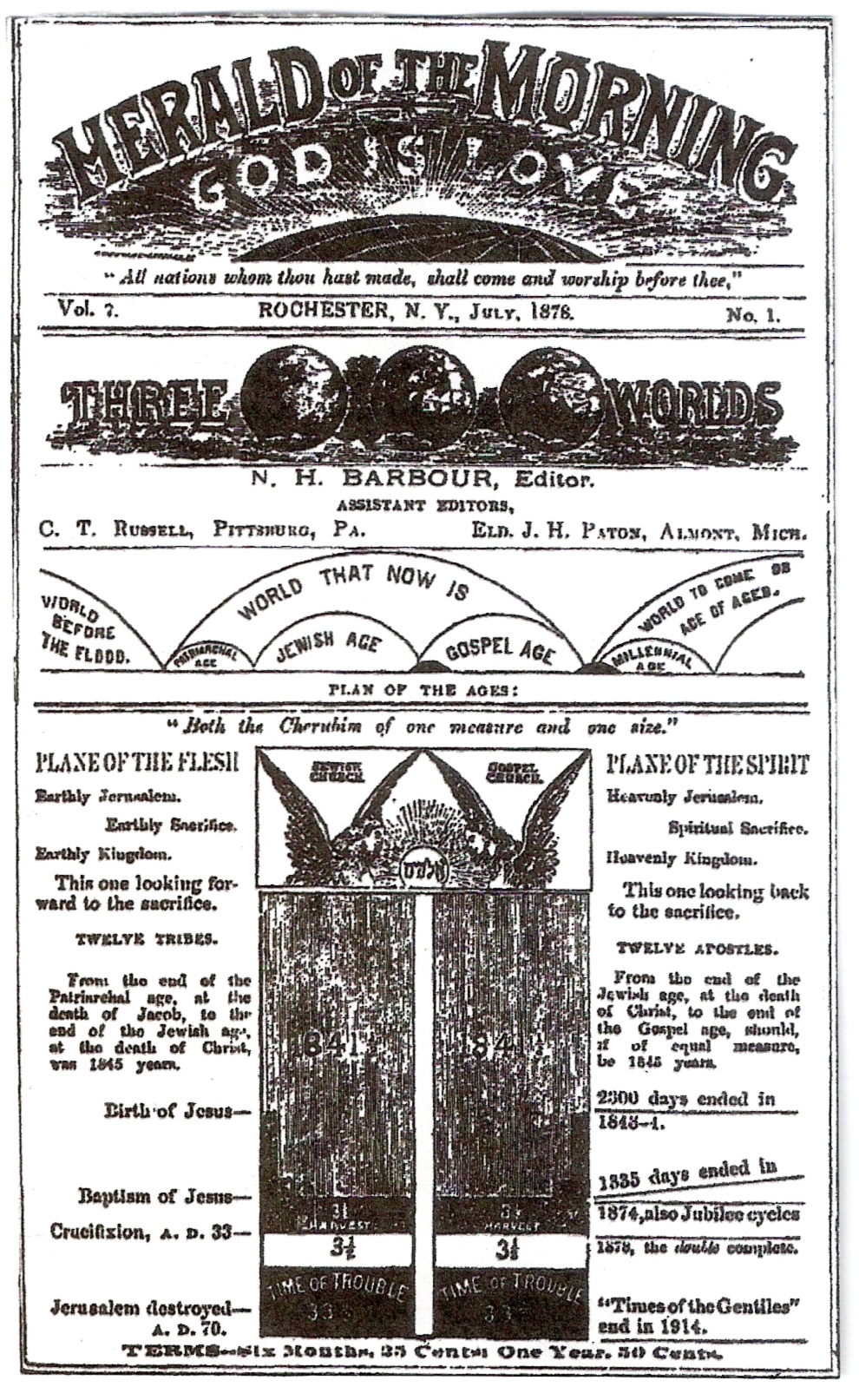
Un numero dellHerald of the Morning con in copertina il sistema cronologico di Balbour che ispirò Russell nella sua visione escatologica.

Nel 1870, all'età di diciotto anni, partecipò ad un gruppo di studio del ministro Jonas Wendell, della Chiesa Cristiana Avventista di George Storrs. Durante la sua presentazione, Wendell delineò la sua convinzione che il 1874 sarebbe stato l'anno della seconda venuta di Cristo, una conclusione che a Russell parve logica e ben motivata. In seguito affermò che quella presentazione aveva lasciato in lui un rinnovato zelo e la convinzione che la Bibbia non solo era la parola di Dio, ma che tutti i cristiani avevano come responsabilità personale predicare il suo vangelo. Nello stesso anno iniziò, con alcuni conoscenti di Pittsburgh (circa sei), uno studio sistematico della Bibbia in modo informale con il quale alimentò le sue convinzioni sulla imminente fine del mondo, anche se da suo punto di vista Cristo, al contrario di quanto detto dagli avventisti, non sarebbe tornato in forma fisica, ma in forma spirituale.
Secondo alcuni testimoni di Geova, Russell per qualche tempo condivise, almeno in parte, alcune affermazioni di Nelson Homer Barbour sul ritorno di Cristo: Balbour, infatti, appartenente all'avventismo, nell'autunno del 1873 iniziò a diffondere le sue idee sulla "venuta invisibile di Cristo" e sull'imminente giudizio finale, attraverso la sua rivista "The Midnight Cry", in seguito rinominata "Herald of the Morning". Russell, nel dicembre 1875, ricevette una copia del mensile durante un viaggio di lavoro e trovandosi d'accordo con i princìpi dottrinali di Barbour iniziò una corrispondenza con lui. I due si incontrarono a Filadelfia il 30 aprile 1876.
Iniziò così la collaborazione tra Barbour, ed il suo gruppo di seguaci di Rochester, e Russell e i suoi studenti biblici, durante la quale Barbour pubblicò il libro "I Tre Mondi o Il Piano di Redenzione" (1877), nel quale si indicava, in base alle convinzioni comuni dei due, come data della fine del mondo 1914. Nel 1878 Russell scrisse e pubblicò Object and Manner of Our Lord’s Return (Oggetto e modalità del ritorno del nostro Signore), col quale, prendendo a piene mani alle teorie storicistiche di Newton e Clarke sulla Rivelazione (e da altri autori non citati nell'opera), ribadiva che il ritorno di Cristo era avvenuto in forma invisibile nel 1874. Russell collaborò anche, diventandone editore associato assieme a Barbour, alla pubblicazione dell'Herald of the Morning. Per portare avanti la sua predicazione, Russell liquidò tutti i suoi interessi commerciali.

#### La Torre di Guardia di Sion

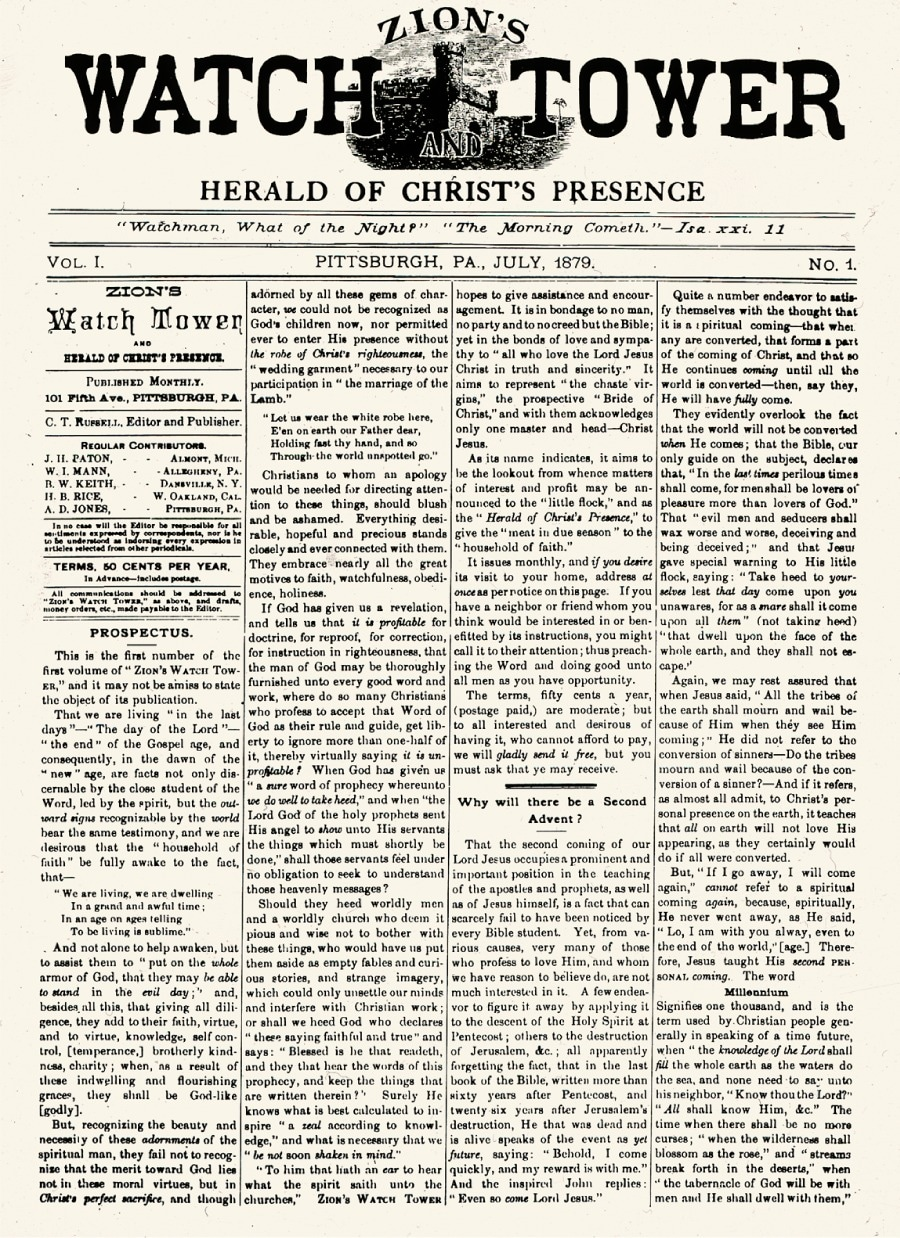
Primo numero de La Torre di Guardia di Sion e Araldo della Presenza di Cristo (1879).

Nel 1878 Russell troncò i rapporti con Barbour. Secondo i testimoni di Geova il motivo fu:
Nel 1879 Russell si stabilì definitivamente a Pittsburgh. Il 1º luglio dello stesso anno pubblicò il primo numero de La Torre di Guardia di Sion e Araldo della Presenza di Cristo, un mensile che entro quello stesso anno salì alla tiratura di seimila copie.  Attorno a La Torre di Guardia, nel giro di due anni, si concentrarono alcuni gruppi di credenti del Nord-Est degli Stati Uniti, che si organizzarono in congregazioni senza però darsi una nuova denominazione. Nel 1881 Russell, per poter coordinare al meglio la pubblicazione del mensile e di altri suoi scritti, fondò la Società dei Trattati della Torre di Guardia di Sion, con lui segretario-tesoriere e William Henry Conley come presidente.  Nel 1884 la società fu riconosciuta come ente giuridico in Pennsylvania e Russell ne divenne presidente.  Tramite la società poté aumentare il numero e la tiratura delle pubblicazioni: nel 1886 pubblicò il primo volume (in seguito poi noto come Il Divin piano delle età) del Millennium Dawn, poi evolutesi negli Studi sulle Scritture. I suoi seguaci, che in quel periodo assunsero il nome di Studenti biblici, iniziarono a distribuire gratuitamente dei volantini con le idee di Russell. In quegli anni, inoltre, i pensieri di Russell uscirono dagli Stati Uniti ed iniziarono ad essere propagati in Canada e Gran Bretagna. Nel 1900, a Londra, venne fondata la prima branca inglese degli Studenti biblici. Nel 1909 nacque la Peoples Pulpit Association, con sede a New York.

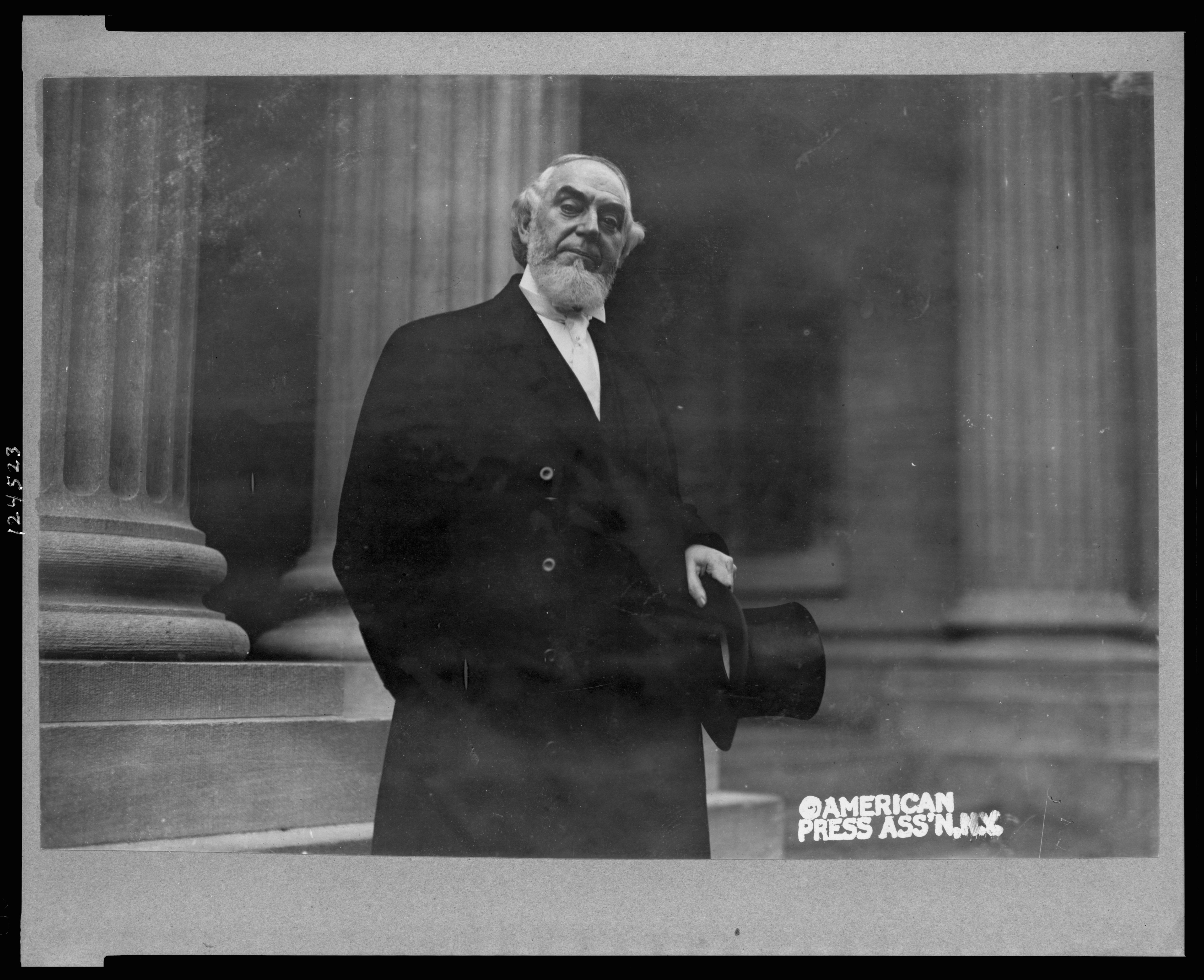
Russell in una fotografia conservata nella Biblioteca del Congresso (1910)

Nel 1903 il professore Daniele Rivoir fece stampare in italiano il Divin Piano dell'Età, il primo libro della serie studi delle scritture di Russell, pubblicato ufficialmente in italiano nel 1905.
Russell si dedicò anche ad una lunga serie di sermoni che tenne in molte zone degli Stati Uniti, in Canada e nel Regno Unito. Con l'inizio del XX secolo, Russell iniziò a diffondere i propri sermoni sui giornali, passando da 3 quotidiani nel 1904 a circa 2000 nel 1913. Noto per la sua capacità oratoria, tenne anche dispute pubbliche con altri esponenti del mondo protestante. Nel 1910, per riferirsi ai suoi seguaci, Russell li definì Associazione Internazionale di Studenti biblici (International Bible Students Association).  Nel 1912 iniziò la produzione del Fotodramma della Creazione, una rappresentazione composta da un insieme di diapositive a colori e filmati, sincronizzati con registrazioni musicali e discorsi di Russell incisi su dischi con cui "unendo scienza, filosofia e religione" si aveva l'obiettivo di raccontare l'intera storia umana fin dalla Genesi. Il Fotodramma, lungo otto ore e diviso in quattro parti, venne poi distribuito nel gennaio 1914.

### Gli ultimi anni e la morte
Russell predisse più volte la fine del mondo e per buona parte della sua predicazione indicò come data della fine del tempo dei gentili l'ottobre del 1914. L'arrivo di quell'anno ed il non concretizzarsi della glorificazione dei corpi lo portò a modificare le sue convinzioni, pur continuando a sostenere l'importanza del 1914, ma l'organizzazione subì un duro colpo. 

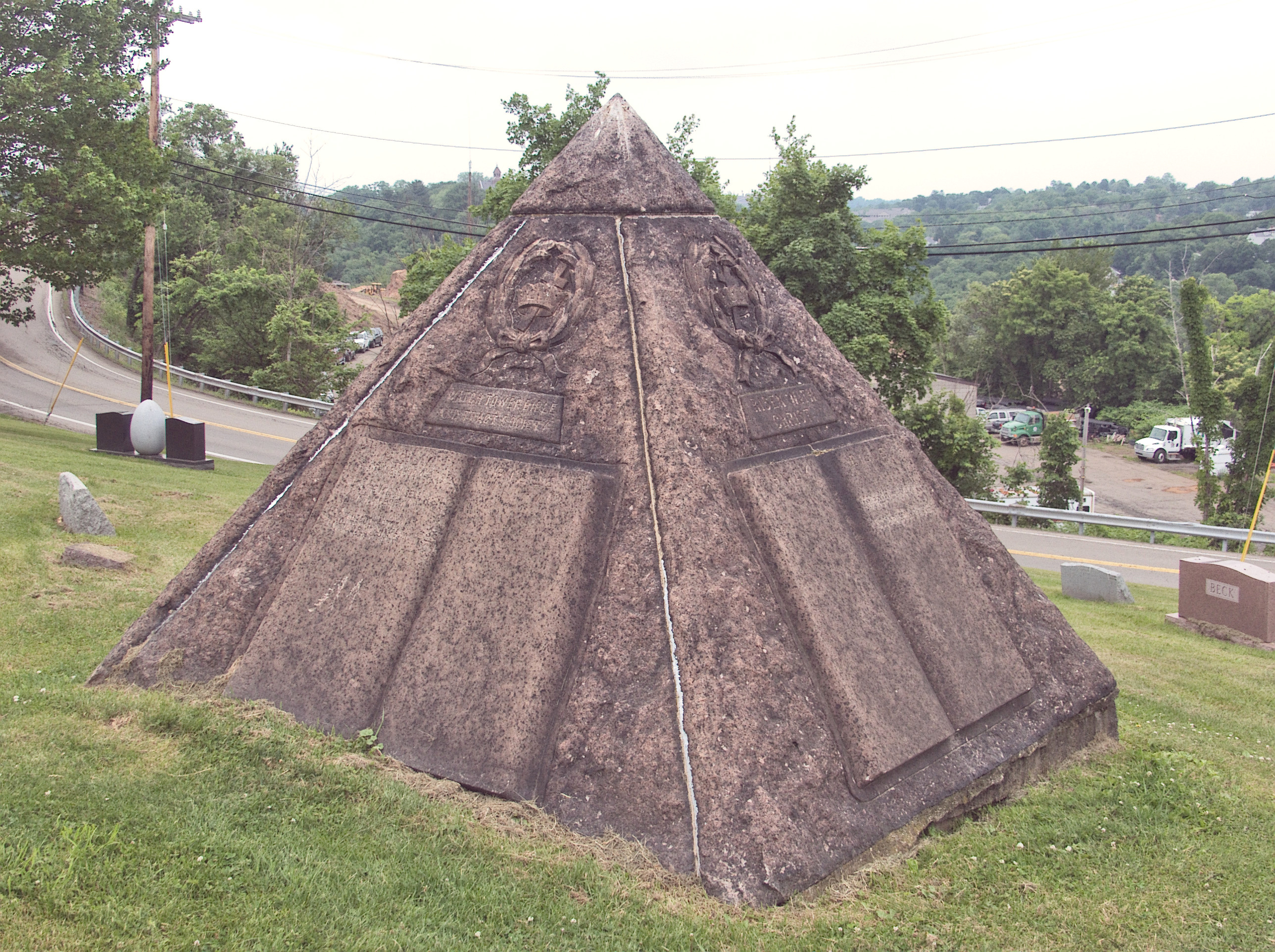
La piramide vicina alla tomba di Russell prima del suo danneggiamento e rimozione

La salute di Russell peggiorò notevolmente dal 1913 e in alcune occasioni pubbliche dovette essere sostituito da Joseph F. Rutherford, che nel 1907 era diventato rappresentante legale della Società. Nell'autunno del 1916, durante un tour ministeriale negli Stati Uniti occidentali e sudoccidentali, si ammalò sempre più di cistite e il 29 ottobre cancellò le tappe finali. Russell morì il 31 ottobre 1916, all'età di 64 anni vicino a Pampa, Texas, mentre tornava a Brooklyn in treno. La notizia raggiunse il quartier generale di Brooklyn la mattina del giorno dopo e venne divulgata su La Torre di Guardia il 15 novembre.
Russell fu sepolto nel cimitero United di Pittsburgh. La tomba era contrassegnata da una lapide, accanto alla quale venne eretta nel 1921 una piccola piramide alta 2.10 metri; quest'ultima però, dopo essere stata danneggiata da dei vandali, venne rimossa dal sito nel 2021.
Alla guida della Società Torre di Guardia e del movimento russelita subentrò Rutherford, il quale, pur dichiarando nel dicembre 1916 che Russell era stato "il più grande uomo mai vissuto dai tempi dell'Apostolo Paolo", modificò col tempo numerosi aspetti della dottrina del predecessore e cambiò il nome del movimento, nel 1931, in Testimoni di Geova; tuttavia ancora nel 1917, ne Il mistero compiuto, Russell veniva indicato come il settimo messaggero della Chiesa dopo San Paolo, San Giovanni, Ario, Valdo, Wycliffe, e Lutero.
La direzione intrapresa da Rutherford diede origine a vari gruppi scismatici, alcuni dei quali ormai scomparsi, altri che tuttora si richiamano all'insegnamento di Russell.

## Credenze

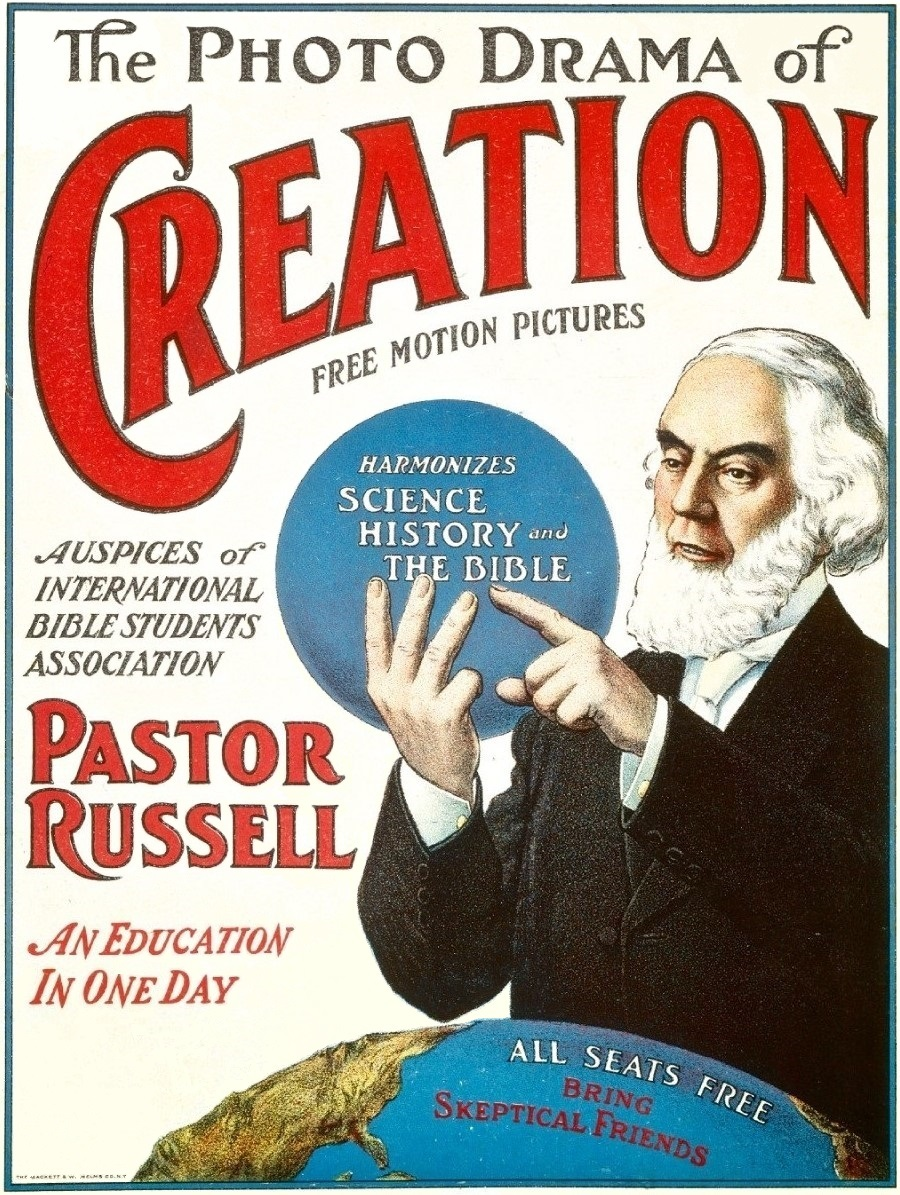
Russell sulla locandina del Fotodramma della Creazione (1914)

Russell e i suoi sostenitori ritenevano di aver compreso il vero messaggio portato dalla Bibbia e che ogni altra chiesa era altro che frutto di una "grande apostasia" avvenuta alla fine del primo secolo dopo Cristo. Uno dei veicoli della loro dottrina erano i suoi Studi delle Scritture, che riteneva fossero essenziali per la vera comprensione della Bibbia, in quanto essi stessi "[erano] la Bibbia".
I caratteri essenziali della sua fede, che in molti punti si distaccava nettamente dalle principali confessioni cristiane, erano il millenarismo (seppur in contrasto con gli avventisti), il restaurazionismo, l'antitrinitarismo unitariano ed il neo-arianesimo. Nel corso della sua predicazione, Russell mutò alcune sue convinzioni.
In particolare Russell diceva che:
- La Trinità è una teoria non presente nelle Scritture e non vera in quanto, a suo dire, legata al paganesimo: Dio, il cui nome proprio è Geova ed ha il proprio trono nell'ammasso stellare delle Pleiadi[44][45], sarebbe distinto dal Figlio, mentre lo Spirito Santo corrisponderebbe alla forza divina[46]; questa convinzione venne adottata da Russell nel 1881, mentre precedentemente aveva contribuito alla pubblicazione di un libro, The Three Worlds, dove Balbour contestava l'antitrinitarismo dei Cristadelfiani[47];
- L'uomo è creato come anima vivente, ossia con un'anima mortale indissolubilmente legata al corpo; i morti dormirebbero fino al giudizio finale; l'immortalità dell'anima sarebbe frutto di influenze malevole della filosofia platonica e del paganesimo;
- Ogni chiesa della Cristianità è identificabile con Babilonia la grande, dal momento che ha traviato gli insegnamenti di Geova[25][48];
- Al momento del giudizio, 144.000 giusti ascenderanno in cielo per regnare da lì sulla terra paradisiaca; il resto dei risorti sopravvissuti ad Armageddon, costituenti la "grande folla", vivranno eternamente sulla terra, pur con un rango inferiore rispetto ai "re e sacerdoti" del cielo[49][50];
- I termini Sceòl ed ade non designerebbero un tormento di fuoco o l'aldilà, ma una generica tomba, a significare lo stato di morte in cui tutte le anime viventi attendono la resurrezione[51]; il concetto di inferno sarebbe stato introdotto dai cristiani apostati per venire incontro ai pagani[51]; il termine geènna invece indicherebbe l'annichilimento finale, sia del corpo che dell'anima (seconda morte), di tutti coloro che non appartegono né ai 144.000 né alla grande folla[51][52][53];
- Adamo fu il primo faraone e Noè il ventesimo[54]; la piramide di Cheope, che sarebbe stata costruita da Melchisedec, è il secondo segno tangibile dell'opera di Dio assieme alla Bibbia e la sua struttura rappresenterebbe l'intera storia umana[55][56].

Dopo la morte di Russell, gran parte di queste convinzioni furono conservate nei Testimoni di Geova; l'intero sistema piramidologico, invece, fu poi stato abbandonato poiché "insulto verso Dio."

### La fine del mondo: 1914
A partire dal 1880 e per buona parte della sua vita Russell disse che la fine del mondo sarebbe giunta nell'ottobre del 1914, dal momento che il tempo della fine era iniziato nel 1799 e Cristo era ritornato sulla terra in forma invisibile nel 1874. In precedenza aveva indicato il 1881 come anno del passaggio allo stato celeste degli unti.
Egli cercava di avvalorare la data del 1914 basandosi su interpretazioni della Bibbia in gran parte ereditate dagli avventisti, nonché su calcoli di stampo piramidologico eseguiti sui cunicoli della Grande piramide. Russell inoltre credeva che negli anni immediatamente precedenti al 1914 sarebbe avvenuta una tribolazione mondiale che avrebbe portato alla distruzione dei governi terreni. Con l'avvicinarsi di quell'anno le dichiarazioni sulla fine dei tempi divennero sempre più caute.
Tra gli anni venti e trenta i seguaci di Russell dovettero abbandonare buona parte della sua cronologia profetica.

## Controversie

### Conoscenze teologiche e linguistiche
Russell, dato che aveva frequentato solo sette anni di scuola e, nonostante usasse il titolo di "pastore", non fu mai consacrato ministro di culto, aveva scarse conoscenze teologiche. A più riprese il suo sistema dottrinale venne definito dagli altri esponenti del mondo protestante come anti-biblico ed anti-cristiano (ad esempio il reverendo canadese John J. Ross lo definì "una deplorevole perversione del Vangelo del caro figlio di Dio"), al punto che a più riprese i suoi detrattori parlarono di russellismo o Millennium dawnism anziché di cristianesimo. Vennero criticati i suoi Studi sulle Scritture, dal momento che si riteneva che, nonostante alcune smentite dello stesso Russell, implicitamente volessero soppiantare la Bibbia.
Russell, inoltre, non conosceva l'ebraico e greco antico, anche se possedeva e consultava spesso dei dizionari bilingue. Secondo un pamphlet di John J. Ross, durante un processo, egli avrebbe giurato di sapere il greco, tuttavia, quando gli sarebbe stato sottoposto un testo in lingua, non avrebbe saputo nemmeno riconoscere le lettere dell'alfabeto. Le affermazioni di Ross, tuttavia, oltre ad essere state contestate dallo stesso Russell, non hanno riscontro negli atti processuali, dove anzi Russell, rispondendo ad una domanda, disse semplicemente di conoscere l'alfabeto greco.

### Rapporti con la Massoneria
Secondo il sociologo Introvigne, pur non essendo certa la sua iniziazione nella Massoneria, Russell mostra nei suoi sermoni una notevole conoscenza del linguaggio massonico, arrivando a paragonare il "passare di grado in grado", cioè "di grazia in grazia" nel suo "Ordine segreto di Melchisedec" al percorso dei massoni, di cui dichiara  "non è parte della mia missione attaccare".
In un altro sermone osserva che come i cristiani attendono la seconda venuta di Cristo, così i massoni attendono Hiram Abif perché completi il grande tempio e il servizio a Israele e a tutti i popoli della Terra. Cristo è descritto come "un grande costruttore di Templi che è morto a causa della sua fedeltà ai piani divini per il Tempio spirituale, la Chiesa eletta". Come Abif, anch'egli ritornerebbe "per completare il Tempio che è il Suo Corpo, e in e attraverso quel Tempio spirituale e glorioso per benedire Israele e tutte le famiglie della terra".

## Filmografia
- Fotodramma della Creazione (1914)